# Шушита
Шушита (осет. Шушита) — село в Закавказье, расположено в  Дзауском районе Южной Осетии, фактически контролирующей село; согласно юрисдикции Грузии — в Джавском муниципалитете. 
Относится к Хвцевской сельской администрации в РЮО.

## География
Село расположено к северо-востоку от села Хвце, северо-восточнее райцентра посёлка Дзау.

## Население
По переписи 2015 года численность населения села составила 65 жителей. 

## Топографические карты
- Лист карты K-38-52 Джава. Масштаб: 1 : 100 000. Состояние местности на 1987 год. Издание 1989 г.